# Comtat d'Oliva
El Comtat d'Oliva fou un antic comtat del sud de la Safor que comprenia el senyoriu de Rebollet i la vila d'Oliva.
El títol de Comtat va ser concedit el 1449 a Francesc Gilabert de Centelles-Riu-sec i de Queralt, senyor de les baronies d'Oliva i Nules. Passà als Borja, ducs de Gandia, als Pimentel, comtes ducs de Benavente, als Téllez-Girón, ducs d'Osuna, als Roca de Togores, marquesos d'Asprilles, i als Escrivà de Romaní.